# 금성초등학교 (경남)
금성초등학교는 대한민국 경상남도 진주시에 있는 공립 초등학교이다.

## 학교 연혁
- 1943. 10. 21. 진주금정(錦町)공립국민학교 개교
- 1946. 06. 30. 진주금성(錦城)국민학교로 교명 변경
- 1986. 03. 01. 병설유치원 개원
- 1995. 09. 01. 신축교사(초전동 686-1)로 이전
- 1996. 03. 01. 금성초등학교로 교명 변경
- 2010. 02. 05. 다목적 강당 개관식
- 2013. 12. 20 경남 교육과정 우수학교 선정
- 2016. 11. 30. 금성역사관 개관
- 2017.03.01. 통일 동아리 운영 선도학교 선정
- 2019.03.01. 진주교대 교육실습 협력학교 선정
- 2019.03.01. 제 37대 박상미 교장 취임
- 2021.03.01. 중점 스포츠클럽 중심학교(배구부)창단
- 2021.03.01. 배움중심수업 나눔중심학교 선정
- 2021.03.01. 19학급(특수반1),유치원2학급 편성
- 2022.01.07. 제77회 졸업식

## 참고 자료
- 금성초등학교 - 한국교육학술정보원 학교알리미